# Bulle de la Boucle I

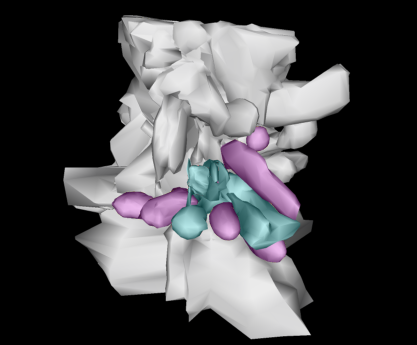
Représentation 3D de la bulle locale (en gris) avec les nuages moléculaires voisins (en magenta) et une section de la bulle de la boucle I (en cyan).

La bulle de la Boucle I, (Boucle 1 en chiffre romain), est une cavité dans le milieu interstellaire du bras d'Orion de la Voie lactée. Du point de vue du Soleil, Elle est située vers le centre de notre galaxie. Deux tunnels remarquables connectent la Bulle locale avec la cavité de la bulle de la Boucle I (le tunnel du Loup). La bulle de la Boucle I est une superbulle.
La bulle de la Boucle I est située à environ 100 parsecs, ou 330 années-lumière, du Soleil. La bulle de la Boucle I a été créée par des supernovas et des vents stellaires dans l'association Scorpion-Centaure, à environ 500 années-lumière du Soleil. La bulle de la Boucle I contient l'étoile Antarès (également connu sous le nom Alpha du Scorpion).